# کانتین چاستانگ
کانتین چاستانگ (انگلیسی: Cantyn Chastang؛ زادهٔ ۳۰ مارس ۱۹۹۸) بازیکن فوتبال اهل فرانسه است.
از باشگاه‌هایی که در آن بازی کرده‌است می‌توان به باشگاه فوتبال کلرمون فوت اشاره کرد.